# Курте байрактар
Вълко Янчев, с прозвище Курте байрактар е почут хайдутин и байрактар на четите на Димитър Калъчлията и Георги Трънкин и техен заместник.
Роденият в Кортен момък бил чевръст, силен и храбър боец. Още съвсем млад вече е в четата на Бойчо войвода и повече от десет години изтребват тези, които носели беди и страдания на българите. В сражение в местността „Бели бук“ в Хаинбоаз
през 1850 г, Бойчо войвода е убит. Според други сведения това ще да е било през 1856 г. в местността „Косов камък“ при колибите Череша.Това става при сражение с турска потеря, предвождана от сливенския Зейнил паша. Тежко раненият Курте успява да стигне до село Поповци, където цери раните си. Когато оздравява той се нарежда под бойните знамена на Димитър Калъчлията. С тази чета хайдутува до залавянето на войводата Димитър, а веднага след тези събития се присъединява към малката дружина на Георги Трънкин.
Курте Байрактар се оттегля от хайдушките битки през 1860 г. и се преселва да живее в село Червена вода. Понеже турските селяни усещат що за човек е, той се мести в сало Дакили таш. През 1867 г. от името на войводата Панайот Хитов с писмо Иван Кършовски го кани да отиде във Влашко при него. Старият хайдушки байрактар без никакво забавяне се озовава в Румъния и в село Циганка се среща с Хитов. Явно прочутия войвода е имал нужда от опита на стария хайдутин. Така се сбъдва и неговата отколешна мечта да мине отново по старите пътеки от младостта си. Това става в похода на четата към Сърбия през Стара планина. В това начинание групата имала и нов, по-млад знаменосец – Васил Левски.
По-нататък дирите на Вълко Янчев се губят и по тази причина изследователите на живота му считат, че е починал в Сърбия.